# Leuconemacris xiangchengensis
Leuconemacris xiangchengensis is een rechtvleugelig insect uit de familie veldsprinkhanen (Acrididae). De wetenschappelijke naam van deze soort is voor het eerst geldig gepubliceerd in 1988 door Zheng.